# All or Nothing
Az All or Nothing Jamala énekesnő második stúdióalbuma. 2013. március 19-én jelent meg, a Moon Records Ukraine révén. Április 26-án az albumot bakeliten adták ki. Az album tartalmazza a „Я люблю тебя”, „Hurt” és a „Кактус” kislemezeket.

## Kislemezek
„Я люблю тебя” címmel jelent meg az album első kislemeze 2012. november 8-án. A „Hurt”-t 2012. december 18-án adták ki, a „Кактус”-t pedig 2013. március 6-án.

## Számlista
| #   | Cím                                          | Hossz |
| --- | -------------------------------------------- | ----- |
| 1.  | All Or Nothing                               | 3:52  |
| 2.  | How To Explain                               | 4:06  |
| 3.  | Кактус (Kaktusz) (orosz)                     | 3:57  |
| 4.  | What's Worse                                 | 3:37  |
| 5.  | All These Simple Things                      | 3:35  |
| 6.  | Your Love                                    | 4:17  |
| 7.  | У Осени Твои Глаза (A szemed ősszel) (orosz) | 3:23  |
| 8.  | Я люблю тебя (Szeretlek) (orosz)             | 2:45  |
| 9.  | Why Is That                                  | 4:12  |
| 10. | Like A Bird                                  | 3:33  |
| 11. | Hurt                                         | 4:03  |
| 12. | Unutmasan (Krími tatár)                      | 5:11  |

## Kiadás
| Ország  | Dátum             | Kiadó                | Formátum         |
| ------- | ----------------- | -------------------- | ---------------- |
| Ukrajna | 2013. március 19. | Moon Records Ukraine | Zeneletöltés, CD |

## Fordítás
- Ez a szócikk részben vagy egészben  az   All or Nothing (Jamala album) című angol Wikipédia-szócikk fordításán alapul.  Az eredeti cikk szerkesztőit annak laptörténete sorolja fel. Ez a jelzés csupán a megfogalmazás eredetét és a szerzői jogokat jelzi, nem szolgál a cikkben szereplő információk forrásmegjelöléseként.